# Communauté de communes de la Vallée d'Argelès-Gazost
La communauté de communes de la Vallée d'Argelès-Gazost  est une ancienne communauté de communes française, située dans le département des Hautes-Pyrénées et la région Occitanie.

## Histoire
Elle fusionne avec trois autres intercommunalités et une commune isolée pour former la communauté de communes Pyrénées Vallées des Gaves au 1er janvier 2017.

## Communes adhérentes
| Nom                    | Code Insee | Gentilé           | Superficie (km2) | Population (dernière pop. légale) | Densité (hab./km2) |
| ---------------------- | ---------- | ----------------- | ---------------- | --------------------------------- | ------------------ |
| Argelès-Gazost (siège) | 65025      | Argelésiens       | 3,05             | 3 020 (2014)                      | 990                |
| Agos-Vidalos           | 65004      | Agolosiens        | 6,11             | 424 (2014)                        | 69                 |
| Arcizans-Avant         | 65021      | Arcizannais       | 15,04            | 382 (2014)                        | 25                 |
| Artalens-Souin         | 65036      | Artouinois        | 3,90             | 137 (2014)                        | 35                 |
| Ayros-Arbouix          | 65055      | Aybouisois        | 2,72             | 301 (2014)                        | 111                |
| Ayzac-Ost              | 65056      | Ayzacostois       | 3,08             | 456 (2014)                        | 148                |
| Beaucens               | 65077      | Beaucinois        | 36,82            | 410 (2014)                        | 11                 |
| Boô-Silhen             | 65098      | Boôsilheniens     | 3,12             | 270 (2014)                        | 87                 |
| Gez                    | 65202      | Gézois            | 3,89             | 335 (2014)                        | 86                 |
| Ouzous                 | 65352      | Ouzousiens        | 4,76             | 197 (2014)                        | 41                 |
| Préchac                | 65371      |                   | 1,59             | 229 (2014)                        | 144                |
| Saint-Pastous          | 65393      | Saint-Pastousiens | 8,20             | 131 (2014)                        | 16                 |
| Salles                 | 65400      |                   | 27,48            | 213 (2014)                        | 7,8                |
| Sère-en-Lavedan        | 65420      |                   | 1,87             | 66 (2014)                         | 35                 |
| Vier-Bordes            | 65467      | Vierbordésiens    | 9,39             | 104 (2014)                        | 11                 |
| Villelongue            | 65473      | Villelonguais     | 20,46            | 400 (2014)                        | 20                 |

## Démographie
| 2008  | 2011 |
| ----- | ---- |
| 7 377 | -    |

## Liste des Présidents successifs
| Période                                  | Période    | Identité          | Étiquette | Qualité                |
| ---------------------------------------- | ---------- | ----------------- | --------- | ---------------------- |
| Avril 2009                               | Avril 2014 | André Pujo        |           | Maire d'Arcizans-Avant |
| Avril 2014                               | en cours   | Stéphanie Lacoste | UDI       | Maire de Beaucens      |
| Les données manquantes sont à compléter. |            |                   |           |                        |